# Amtsgericht Ellingen

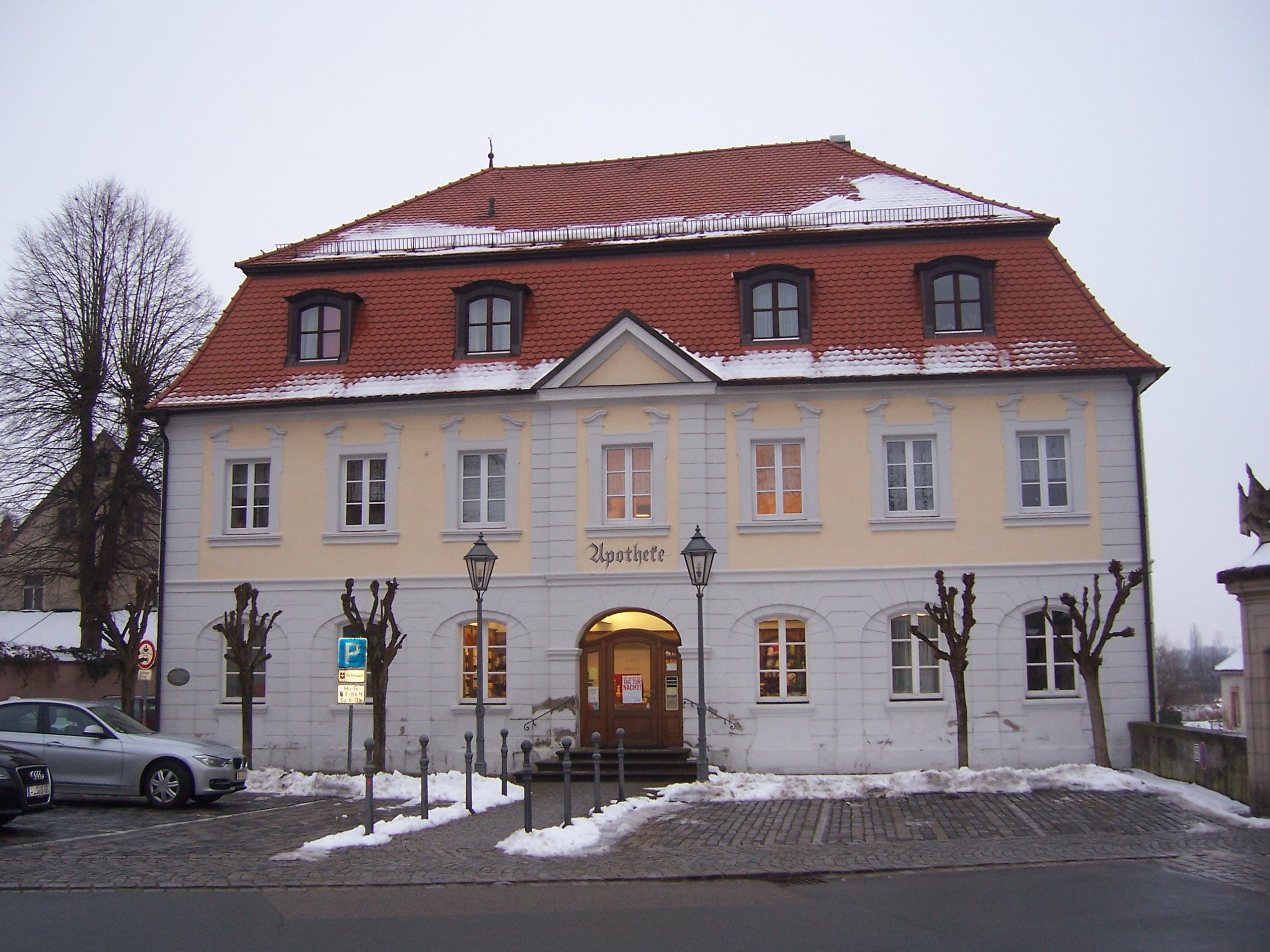
Ehemaliges Amtsgericht, jetzt Apotheke in Ellingen

Das Amtsgericht Ellingen war ein von 1879 bis 1932 bestehendes bayerisches Gericht der ordentlichen Gerichtsbarkeit mit Sitz in der Stadt Ellingen.

## Geschichte
Anlässlich der Einführung des Gerichtsverfassungsgesetzes am 1. Oktober 1879 wurde ein Amtsgericht zu Ellingen errichtet, dessen Bezirk
- aus dem vorhergehenden Landgerichtsbezirk Ellingen mit den damaligen Gemeinden Alesheim, Allmannsdorf, Bergen, Bubenheim, Dorsbrunn, Ellingen, Emetzheim, Ettenstatt, Geyern, Gundelsheim an der Altmühl, Höttingen, Holzingen, Hundsdorf, Kaltenbuch, Kattenhochstatt, Massenbach, Mühlstetten, Pfraunfeld, Pleinfeld, Ramsberg, Sankt Veit, Stirn, Stopfenheim, Störzelbach, Thalmannsfeld, Trommetsheim, Wachenhofen, Weiboldshausen und Weimersheim
- nebst den Gemeinden Fiegenstall, Mannholz, Mischelbach, Reuth unter Neuhaus und Walting des vorherigen Landgerichtsbezirks Hilpoltstein

gebildet wurde. Übergeordnete Instanz war das Landgericht Eichstätt.
Mit Wirkung vom 1. Januar 1932 wurde das Amtsgericht Ellingen aufgehoben. Aus dessen Bezirk wurden zum einen die Gemeinden Gundelsheim und Wachenhofen dem Amtsgericht Gunzenhausen, die restlichen Orte dagegen dem Amtsgericht Weißenburg in Bayern zugeteilt.

## Gerichtsgebäude
Das Gericht befand sich in einem heute als Apotheke dienenden Gebäude an der Neuen Gasse 1. Der zweigeschossige Mansarddachbau aus dem Jahre 1761 steht unter Denkmalschutz. Besondere Merkmale sind im östlichen Teil des Hauses das Stichbogenportal mit Volutenaufsatz, im nördlichen Gebäudeteil hingegen das rustizierte Erdgeschoss und die betonte Mittelachse mit Dreiecksgiebel.